# Klaus Kremer
Klaus Kremer (* 22. November 1927 in Düngenheim; † 18. November 2007) war ein deutscher römisch-katholischer Theologe und Kulturphilosoph.

## Leben
Von 1. Mai 1965 bis zu seiner Emeritierung am 1. Oktober 1993 hatte er den Lehrstuhl für Philosophie I der Theologischen Fakultät Trier inne. Als Rektor der Fakultät von 1971 bis 1975 in den Gründungsjahren der Universität Trier wirkte an den kooperativen Beziehungen mit. Die Ernennung zum Honorarprofessor an der Universität bedeutete auch öffentliche Anerkennung dieser Bemühungen. Als Philosoph innerhalb einer theologischen Fakultät gründete er die Arbeitsgemeinschaft der Fachvertreter für Philosophie innerhalb des Studiums Katholische Theologie, die er von 1976 bis 1982 als Vorsitzender leitete.
Er bemühte sich um die Erschließung des philosophisch-theologischen Werkes des Nikolaus von Kues – zumal als einer der Direktoren des Cusanus-Instituts. Als Vorsitzender des Wissenschaftlichen Beirats der Cusanus-Gesellschaft konzipierte und leitete er insgesamt sieben internationale Cusanus-Symposien. Auch war er ein ausgezeichneter Kenner des Neuplatonismus. In den Anfangsjahren seiner Lehrtätigkeit war er auch als Seelsorger tätig, zunächst in St. Helena (Trier), sodann seit 1983 in Meckel, wo er auch beerdigt ist.

## Schriften (Auswahl)
- Der Metaphysikbegriff in den Aristoteles-Kommentaren der Ammonius-Schule (= Beiträge zur Geschichte der Philosophie und Theologie des Mittelalters. Band 39,1). Aschendorff, Münster 1961, OCLC 470928215 (zugleich Dissertation, Frankfurt 1958).
- Die neuplatonische Seinsphilosophie und ihre Wirkung auf Thomas von Aquin (= Studien zur Problemgeschichte der antiken und mittelalterlichen Philosophie. Band 1). Brill, Leiden 1966, OCLC 781579113 (zugleich Habilitationsschrift, Frankfurt 1964).
  - Die neuplatonische Seinsphilosophie und ihre Wirkung auf Thomas von Aquin (= Studien zur Problemgeschichte der antiken und mittelalterlichen Philosophie. Band 1). Brill, Leiden 1971, OCLC 781579113 (zugleich Habilitationsschrift, Frankfurt 1964).
- Gott und Welt in der klassischen Metaphysik. Vom Sein Dinge in Gott. Kohlhammer, Stuttgart/Berlin/Köln/Mainz 1969, OCLC 883600347.
  - Gott und Welt in der klassischen Metaphysik. Vom Sein Dinge in Gott. Kohlhammer, Stuttgart 2006, ISBN 3170193368.
- als Herausgeber mit Klaus Reinhardt: Seele. Ihre Wirklichkeit, ihr Verhältnis zum Leib und zur menschlichen Person (= Studien zur Problemgeschichte der antiken und mittelalterlichen Philosophie. Band 10). Brill, Leiden/Köln 1984, ISBN 90-04-06965-8.
- als Herausgeber mit Klaus Reinhardt: Nikolaus von Kues, Kirche und Res publica Christiana. Konkordanz, Repräsentanz und Konsens. Akten des Symposions in Trier vom 22. bis 24. April 1993 (= Mitteilungen und Forschungsbeiträge der Cusanus-Gesellschaft. Band 21). Paulinus, Trier 1994, ISBN 3-7902-1362-4.
- als Herausgeber mit Klaus Reinhardt: Mitteilungen und Forschungsbeiträge der Cusanus-Gesellschaft (= Mitteilungen und Forschungsbeiträge der Cusanus-Gesellschaft. Band 22). Paulinus, Trier 1995, ISBN 3-7902-1363-2.
- als Herausgeber mit Klaus Reinhardt: Unsterblichkeit und Eschatologie im Denken des Nikolaus von Kues. Akten des Symposions in Trier vom 19. bis 21. Oktober 1995 (= Mitteilungen und Forschungsbeiträge der Cusanus-Gesellschaft. Band 23). Paulinus, Trier 1996, ISBN 3-7902-1364-0.
- als Herausgeber mit Klaus Reinhardt: Nikolaus von Kues als Kanonist und Rechtshistoriker (= Mitteilungen und Forschungsbeiträge der Cusanus-Gesellschaft. Band 24). Paulinus, Trier 1998, ISBN 3-7902-1365-9.
- Nikolaus von Kues (1401–1464). Einer der größten Deutschen des 15. Jahrhunderts. Paulinus, Trier 1999, ISBN 3-7902-0083-2.
  - Patrick Wilwert (Übersetzer): Nicolas de Cues (1401–1464). Un des plus grands Allemands du 15e siècle. Paulinus, Trier 2002, ISBN 3-7902-0075-1.
  - Frankie und Hans-Joachim Kann (Übersetzer): Nicholas of Cusa (1401–1464). One of the greatest Germans of the 15th century. Paulinus, Trier 2002, ISBN 3-7902-0076-X.
- als Herausgeber mit Klaus Reinhardt: Sein und Sollen, die Ethik des Nikolaus von Kues. Akten des Symposions in Trier vom 15. bis 17. Oktober 1998 (= Mitteilungen und Forschungsbeiträge der Cusanus-Gesellschaft. Band 26). Paulinus, Trier 2000, ISBN 3-7902-1367-5.
- als Herausgeber mit Klaus Reinhardt: Mitteilungen und Forschungsbeiträge der Cusanus-Gesellschaft (= Mitteilungen und Forschungsbeiträge der Cusanus-Gesellschaft. Band 27). Paulinus, Trier 2001, ISBN 3-7902-1368-3.
- als Herausgeber: Nikolaus von Kues: Gott – verborgen und dennoch offenbar. Ausgewählte Texte. Johannes-Verlag, Leutesdorf 2001, ISBN 3-7794-1452-X.
- Praegustatio naturalis sapientiae. Gott suchen mit Nikolaus von Kues. Sonderbeitrag zur Philosophie des Cusanus (= Buchreihe der Cusanus-Gesellschaft). Aschendorff, Münster 2004, ISBN 3-402-03499-9.
- als Herausgeber mit Klaus Reinhardt: Die Sermones des Nikolaus von Kues I. Merkmale und ihre Stellung innerhalb der mittelalterlichen Predigtkultur. Akten des Symposions in Trier vom 20. bis 22. Oktober 2005 (= Mitteilungen und Forschungsbeiträge der Cusanus-Gesellschaft. Band 30). Paulinus, Trier 2006, ISBN 3-7902-1591-0.
- als Herausgeber mit Klaus Reinhardt: Die Sermones des Nikolaus von Kues II. Inhaltliche Schwerpunkte. Akten des Symposions in Trier vom 20. bis 22. Oktober 2005 (= Mitteilungen und Forschungsbeiträge der Cusanus-Gesellschaft. Band 31). Paulinus, Trier 2006, ISBN 3-7902-1592-9.